# Bahnhof Deutsch Wagram

Der Bahnhof Deutsch Wagram ist ein Durchgangsbahnhof in Niederösterreich und eine von zwei Bahnhaltestellen in Deutsch-Wagram. Er ist einer der ältesten Bahnhöfe in Österreich. Am Gelände des Bahnhofes befinden sich drei denkmalgeschützte Bauwerke: das Aufnahmegebäude, eine Wasserstation und der Arbeiterwarteraum.

## Geschichte
1837 wurde das erste Teilstück der Nordbahn fertiggestellt. Am 13. November 1837 wurde diese Strecke erstmals mit einem Versuchszug befahren. Zehn Tage später nahmen an Probefahrten auch geladene Gäste teil. Der erste fahrplanmäßige Zug fuhr am 6. Jänner 1838. Bis 1908 hieß die Station nur Wagram.
Mit der Eröffnung 1837 wurde am Bahnhof Deutsch-Wagram das erste Aufnahmsgebäude (Empfangsgebäude) errichtet. Bereits 1854 wurde dieses jedoch abgerissen und durch ein neues, heute noch bestehendes ersetzt.
Es wurde 1862 umgebaut. 1984–1987 wurde eine Restaurierung mit Rekonstruktion der Fassade durchgeführt.
Der Wasserturm, die älteste erhaltene Wasserstation Österreichs, wurde 1846 erbaut. Das dreigeschoßige Gebäude mit eingeschoßigen Flügeln und einem achteckigen Dampfschornstein an der Rückseite hat eine schlichte Putzgliederung mit Eckquaderung.
Der ehemalige Arbeiterwarteraum wurde 1908 erbaut. Er beherbergt heute ein kleines Eisenbahnmuseum.
Im Jahre 1987 wurde zwischen Bahnhof und Eisenbahnmuseum, neben dem Aufnahmsgebäude, anlässlich der 150-Jahr-Feier der österreichischen Eisenbahn ein Denkmal des in Deutsch-Wagram ansässigen Bildhauers und Steinmetzmeisters Leopold Grausam jun. errichtet, das die Dampflokomotive „AUSTRIA“, in Sandstein gearbeitet, zeigt.
In den Jahren 2013/14 wurde der Mittelbahnsteig verlängert, teilweise mit einem Dach versehen, zwei Liftanlagen und eine Rampe eingebaut, sowie die Park&Ride Anlage erweitert.

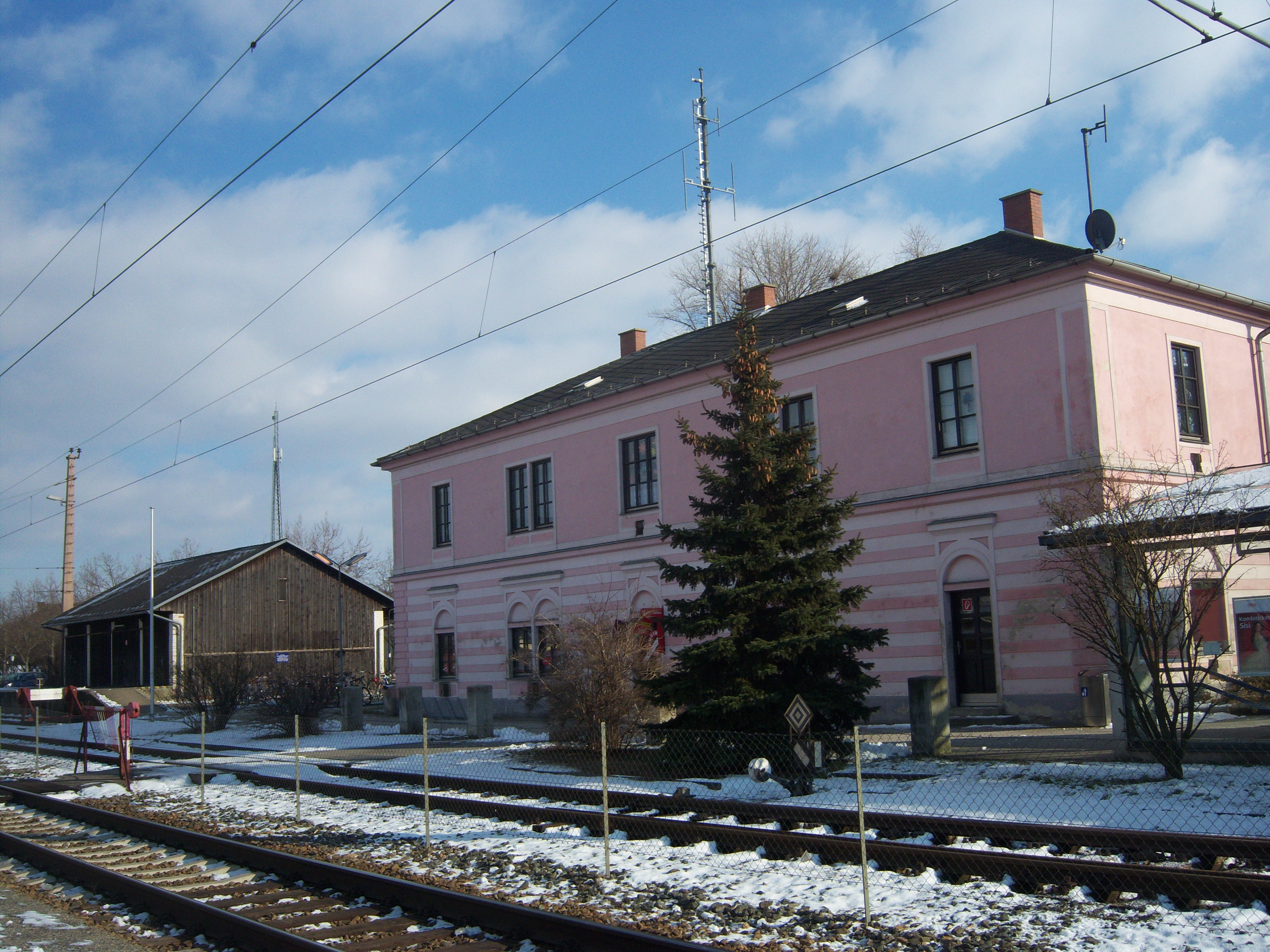
Bahnhofsgebäude, Gleisseite
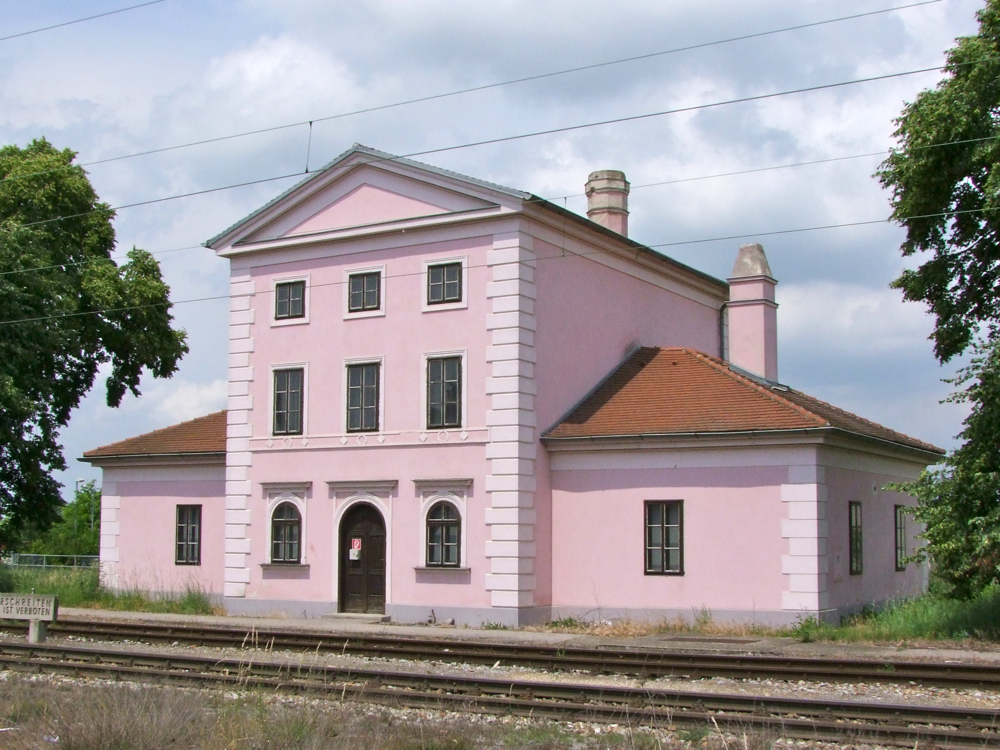
Wasserstation (denkmalgeschützt)
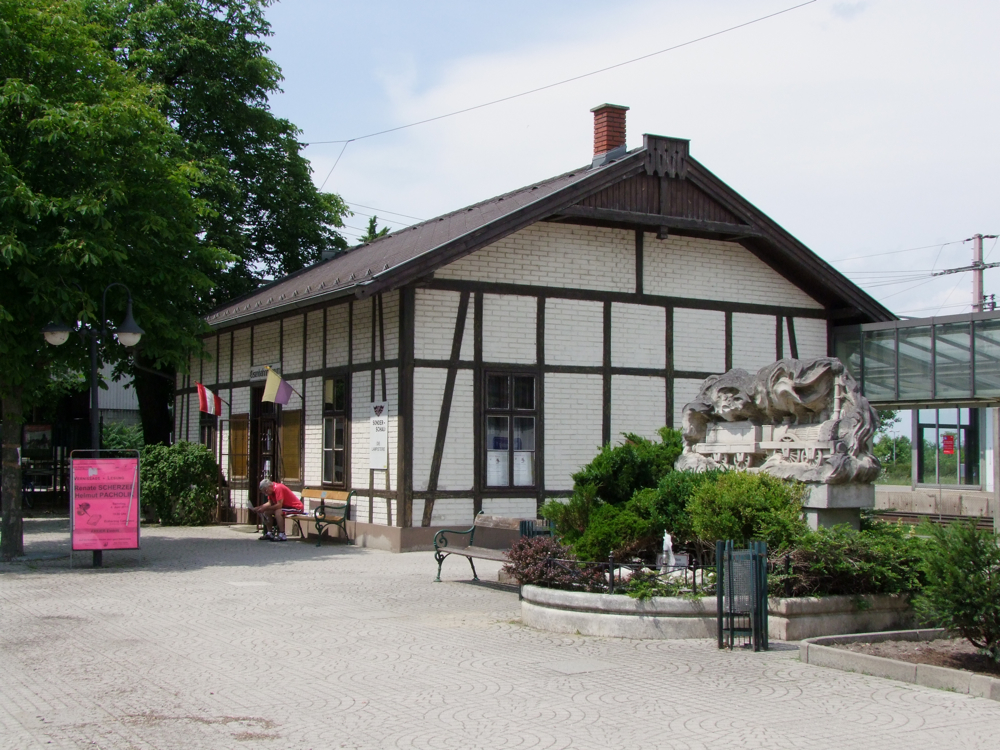
Arbeiterwarteraum (heute Eisenbahnmuseum, denkmalgeschützt)
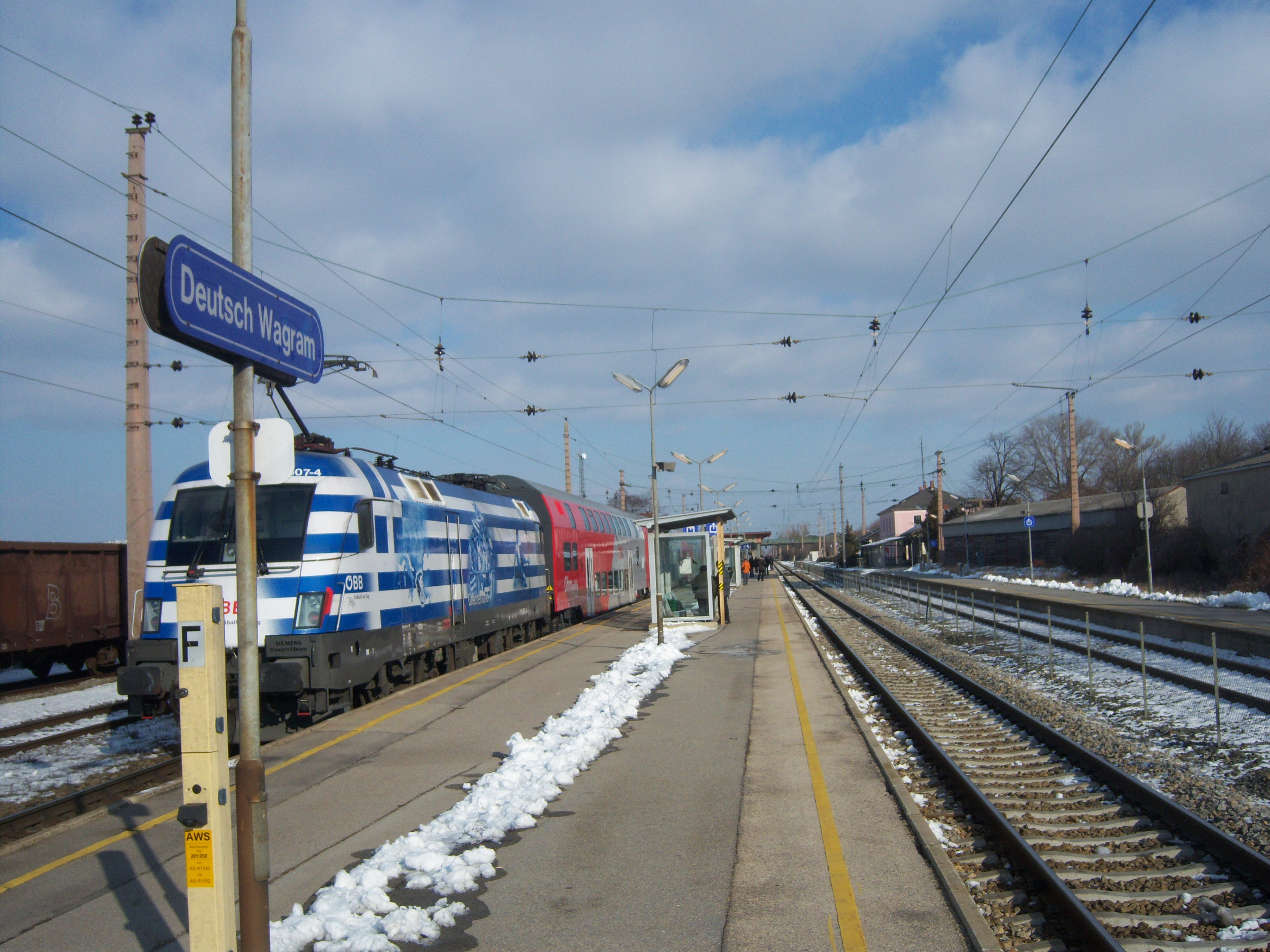
Blick auf den Mittelbahnsteig und den Hausbahnsteig

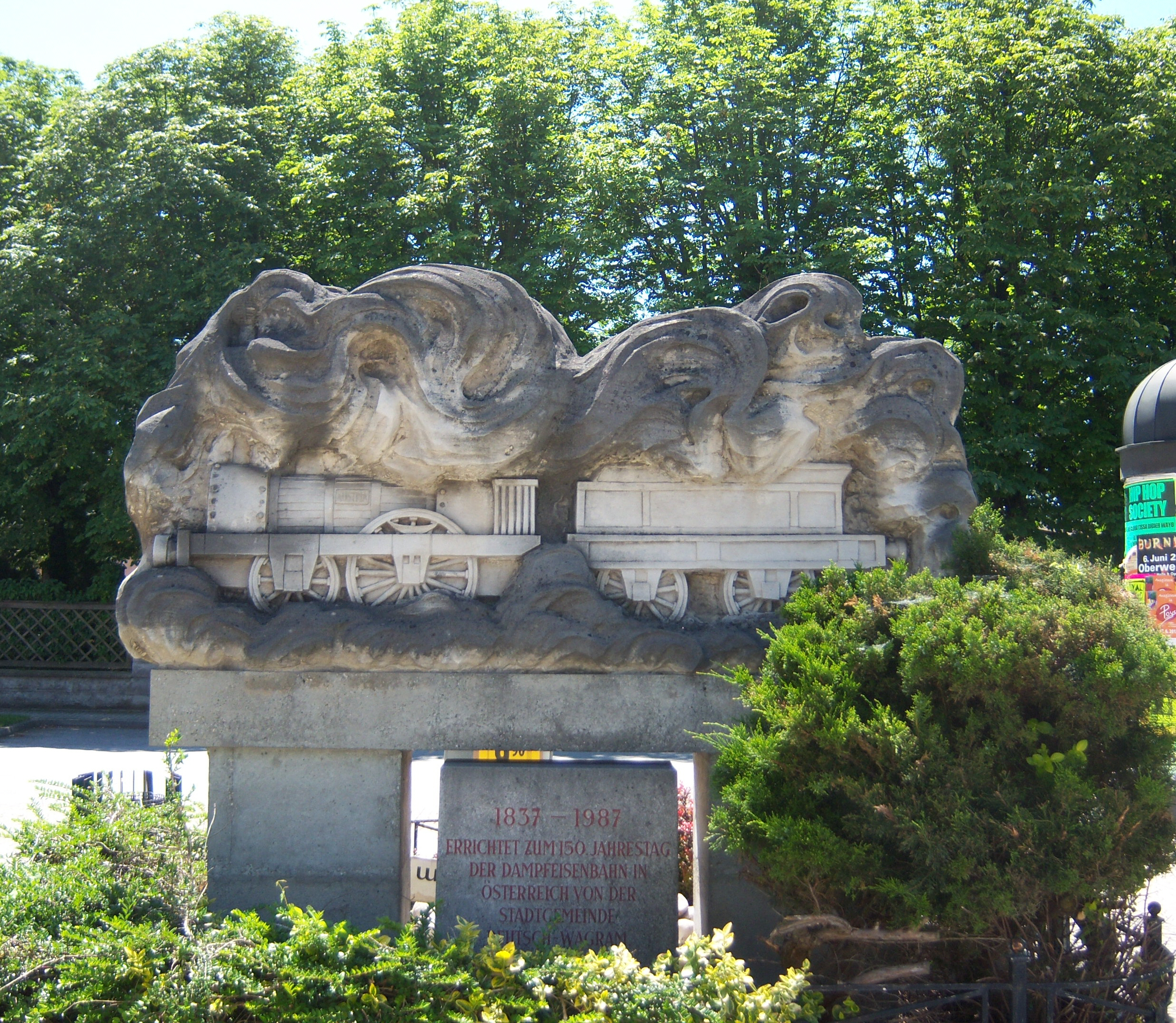
Denkmal 150 Jahre Eisenbahn von Leopold Grausam jun. neben dem Bahnhof

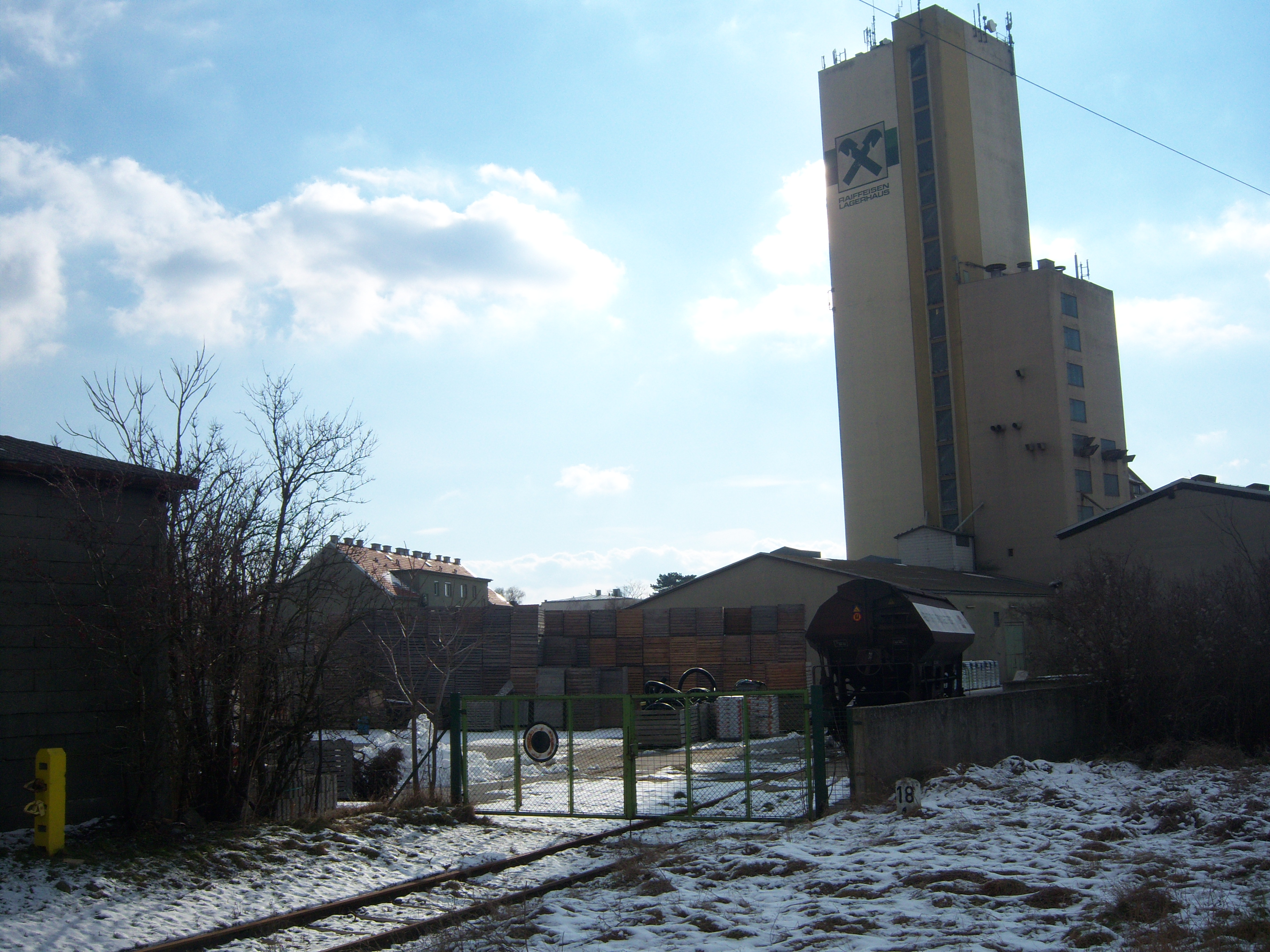
Der Raiffeisen-Siloturm

## Linien im Verkehrsverbund Ostregion
Die Bahnsteige sind durch eine Unterführung vom Osten des Bahnhofes aus zu erreichen. Von den drei Bahnsteigen ist Bahnsteig 1 ein Hausbahnsteig, 2/3 sind Mittelbahnsteige.
Am Bahnhofsvorplatz halten Regionalbusse.
REX Regionalexpresszüge Richtung Břeclav, Bernhardsthal und Wiener Neustadt Hauptbahnhof
 Wien Meidling – Wien Hauptbahnhof 1–2 – Wien Floridsdorf – Deutsch-Wagram – Gänserndorf – Marchegg
520 Wien – Aderklaa – Deutsch Wagram – Bockfließ – Auersthal – Raggendorf – Groß Schweinbarth – Bad Pirawarth – Kollnbrunn
521 Deutsch Wagram – Helmahof – Strasshof an der Nordbahn – Gänserndorf Süd – Gänserndorf
522 Aderklaa – Deutsch Wagram
554 Deutsch Wagram – Parbasdorf – Markgrafneusiedl – Glinzendorf – Leopoldsdorf im Marchfelde – Breitstetten – Orth an der Donau